# Michel-Antoine David

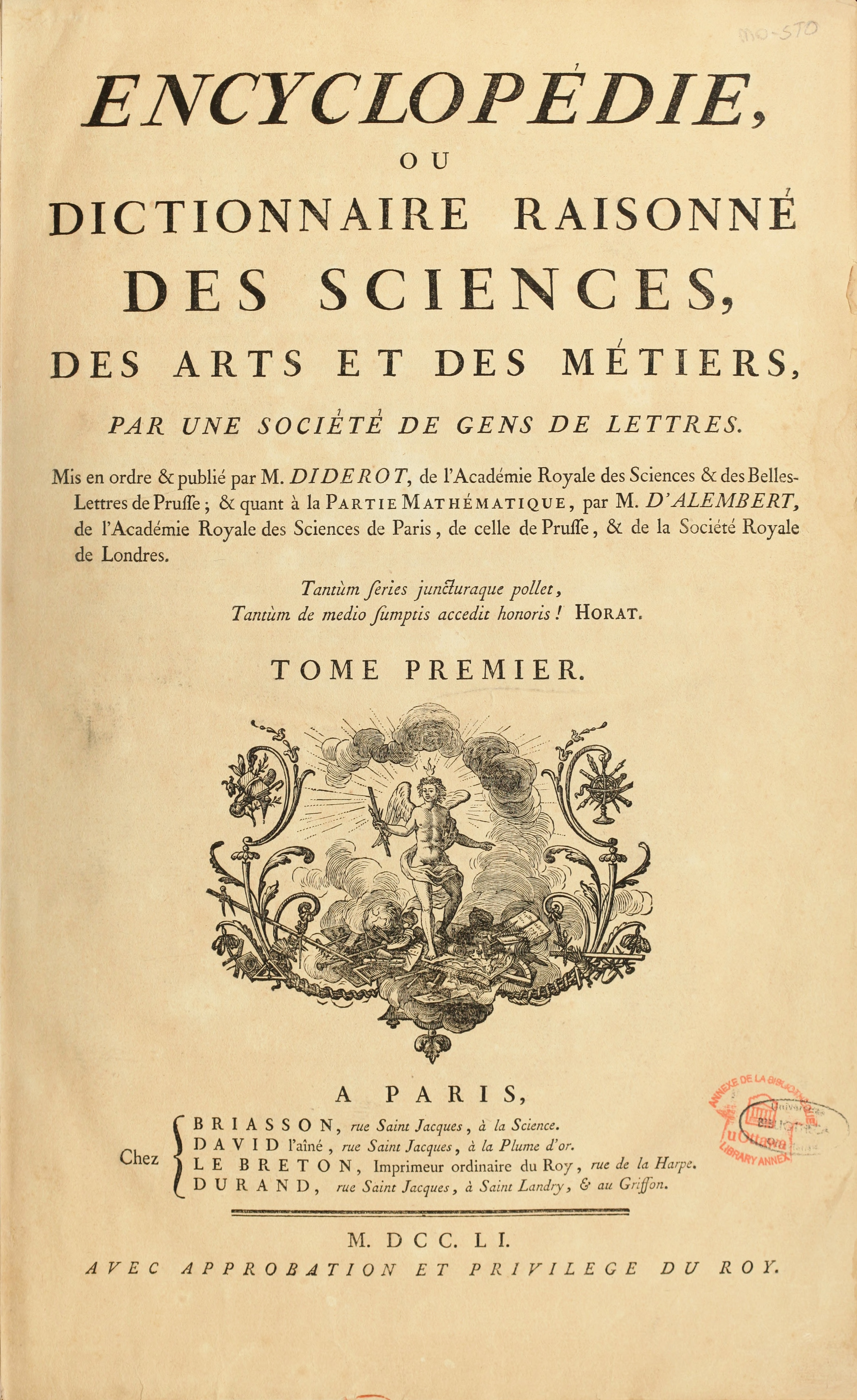
Frontispício do primeiro volume da Encyclopédie publicado em 1751. Entre os impressores "David l'aîné, rue Saint-Jacques", à la Plume d'Or (Michel-Antoine David chamado David l'aîné)

Michel-Antoine David também David l'aîné (1707, ? - 17 de março de 1769, Paris) foi um impressor, editor e enciclopedista francês do século XVIII durante o Iluminismo. Foi um dos quatro impressores da Encyclopédie.

## Biografia
David vinha de uma família de impressores parisienses; ele era filho de Michel Etienne David. Seu avô foi o impressor Michel David e seu tio David Christophe (1682–1741). Ele treinou de setembro de 1727 até janeiro de 1732 pelo impressor parisiense Claude-Louis Thiboust. Em 2 de maio de 1732, tornou-se membro da guilda de livreiros e impressores de Paris e em 1 de setembro de 1733 recebeu seu certificado de mestre.
Como livreiro, atuou no período de 1732 a 1769 e de 1751 também como editor. de 1732 a 1769 viveu e trabalhou em vários locais de Paris, como na rue Saint-Jacques (ca. 1751), rue vis-à-vis la grille des Mathurins (ca.1762–1764), rue d'Enfer em o quartier Saint Michel (1765) e finalmente no Quai des Grands Augustins (ca. 1768).
David foi um dos quatro editores da Encyclopédie cujos editores eram Denis Diderot e Jean le Rond d'Alembert. Os outros editores foram André le Breton, Antoine-Claude Briasson e Laurent Durand.
Ele mesmo escreveu dois artigos para a Encyclopédie: Catalog e Droit de copie